# Inváziós faj

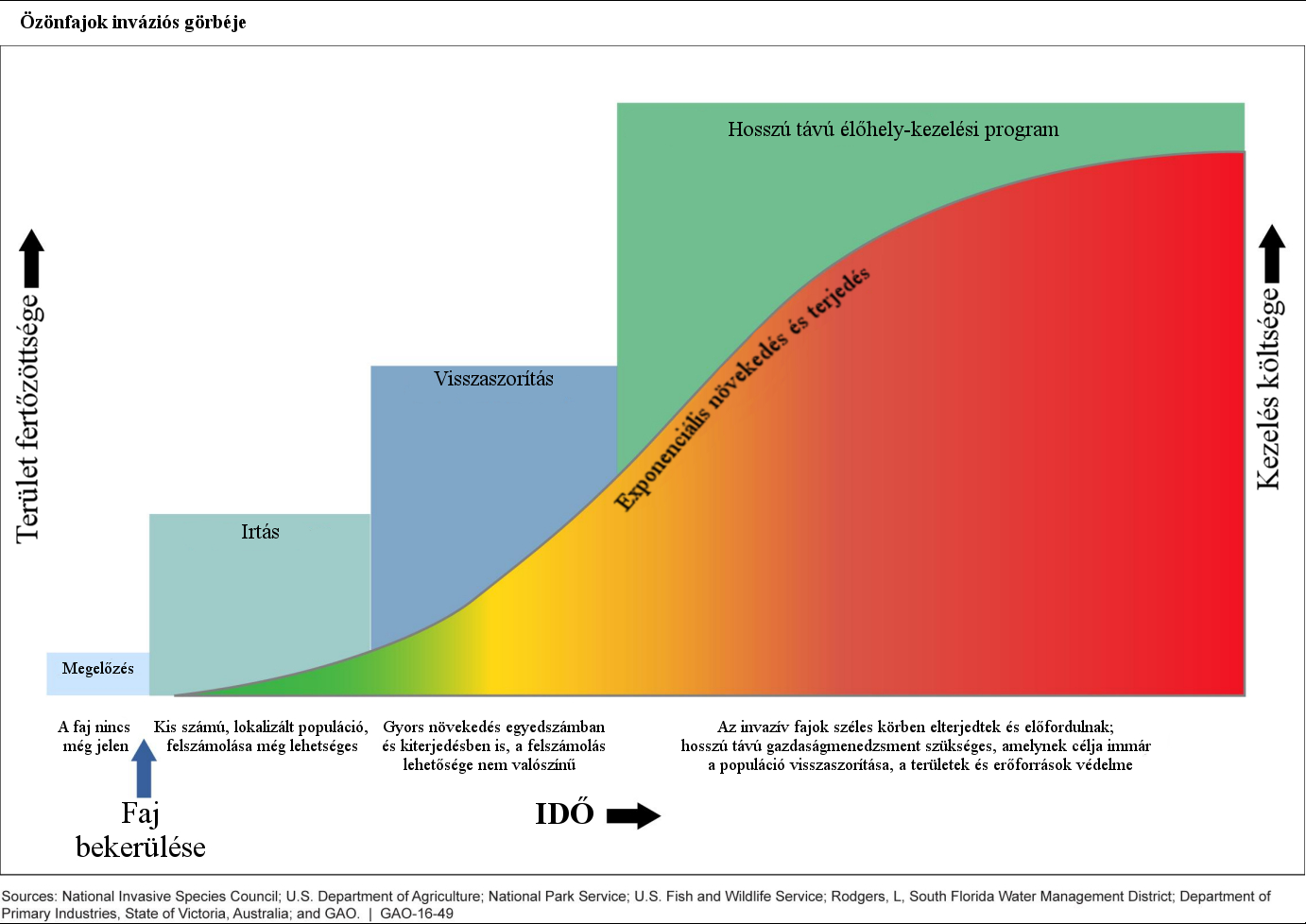
Az özönfajok inváziós görbéje (forrás: az Amerikai Egyesült Államok kormányának tanulmánya, 2015. nov.)

Az inváziós faj (szaknyelvben és a nemzetközi használat nyomán említik invazív faj, illetve a magyar nyelvű szakirodalmakban sokszor találkozhatunk még az azonos értelmű özönfaj kifejezéssel is) olyan idegenhonos faj, amely miután sikeresen leküzdi a természetes terjedési gátakat, akadályokat (például folyók, tengerek, sivatagok) képes természetes elterjedési területén kívül megtelepedni, tömegesen elszaporodik, nagy területeken elterjed, és jelentős károkat okoz mind a természetvédelem, mind a gazdaság számára. A növénytani szakirodalom a flóra alkotóelemeinek emberhez való viszonya szerint való osztályozására idegen nyelvi eredetű tudományos szakkifejezéseket is használ. Az új területekre betelepítés, behurcolás vagy bevándorlás útján bekerült fajokat nevezik adventívnek (jövevény, idegen eredetű, nem a szokásos helyen megjelenő), vagy allochtonnak (idegenhonos, máshonnan származó). Ennek egy lehetséges, következő fokozata az invázió. A főnév latin eredetű. A biológiai folyamatot magyarul az „elözönlés” szóval lehet legkifejezőbben leírni. Ilyenkor a faj elterjedési területe és populációmérete a számára megfelelő élőhelyeken adott tér és időskálán monoton módon növekszik. A nem autochton (őshonos, származástanilag, illetve földtörténetileg keletkezésük helyén élő, valamely helyen való természetes előfordulású) vagy endemikus (bennszülött, kis elterjedési területre korlátozódó) fajok behurcolásának és behozatalának a legfontosabb tényezője az ember. Az idegen fajok besorolása inváziós szempontból akár évenkénti időtávlatban is változó lehet.
Európai szinten ellenük az első lépések az 1970-es években történtek – az első természetvédelmi irányelvek (79/409/EGK és 92/43/EGK) is tiltották azon fajok betelepítését, amelyek az őshonos fajokat veszélyeztethetik. Az Európai Környezetvédelmi Ügynökség által közzétett 2010-es EU biodiverzitási jelentésében már azt jelzte, hogy a fajok 50%-a és az európai természetvédelmi jelentőségű élőhelytípusok 65%-a kedvezőtlen természetvédelmi státuszú, miközben az extenzív mezőgazdasági területek, a gyepek és a vizes élőhelyek tovább csökkennek Európa-szerte, a mesterséges felszínek bővülése mellett. Az ökoszisztémákban 1990 és 2006 között bekövetkezett legnagyobb változások közé tartoztak a mesterséges tározók; a városi, ipari, infrastruktúra; és az átmeneti területek növekedése a természeti területek rovására. Eközben, részben ezek okán is tovább növekszik az invázióssá váló idegenhonos fajok száma és kiterjedése is, úgy, hogy az ékhajlatváltozás következtében is csökkennek az őshonos fajok. Ezért az Európa 2020 stratégia részét képező Életbiztosításunk, természeti tőkénk: a biológiai sokféleséggel kapcsolatos, 2020-ig teljesítendő uniós stratégia (COM(2011) 244 final) című dokumentum szerint 2020-ig meg kellett határozni és rangsorolni az idegenhonos özönfajokat és betelepedési útvonalaikat, a legveszélyesebbnek ítélt idegen fajok megfékezése és/vagy felszámolása érdekében. Az 1143/2014/EU rendelet célja az idegenhonos inváziós fajok betelepítésének, behurcolásának és terjedésének megelőzése, a már kialakult helyzet kezelése volt. E rendelet alapján 2015 decemberében elfogadásra került az EU számára veszélyt jelentő inváziós idegenhonos növény és állatfajokat tartalmazó fajlista. A 6 évente felülvizsgálandó jegyzékben ekkor 37 faj szerepelt: 14 növény és 23 állat. 2020-ra az európai uniós jegyzéken szereplő 66 fajból Magyarországon a természetben 33 fajt észleltek (17 növény és 16 állat).
Az özönfajok elleni védekezés terén átfogó célokat és rendelkezéseket összesítő első európai stratégiát a Berni Egyezmény keretében fogadták el 2003-ban, amely 2008-ban magyarul is megjelent a Környezetvédelmi és Vízügyi Minisztérium (KvVM) gondozásában. Az Európai Unió 2013. szeptember 9-én közzé tette „az idegenhonos özönfajok betelepedésének és elterjedésének a megelőzéséről és féken tartásáról” szóló rendelet tervezetét. A javaslat alapját képező becslések szerint Európa országaiban a környezetben található több mint 12 000 idegenhonos faj, amelyeknek több mint 40%-a egyes európai országokban honos, de az emberek bevitték más európai országokba is, és amelyek között megközelítőleg 10–15 %-ra tehető az özönfajok aránya. Az idegenhonos özönfajok jelentős hatással vannak a biológiai sokféleségre, amely csökkenésének és a fajok kihalásának egyik fő, egyre jelentősebbé váló okát képviselik. A társadalmi és gazdasági hatásokat illetően az idegenhonos özönfajok betegségek közvetítői vagy egészségügyi problémák (például asztma, bőrgyulladás és allergiák) közvetlen okozói lehetnek.
Az Amerikai Egyesült Államokban a United States Geological Survey (USGS) vesz részt az ottani szárazföldi és vízi ökoszisztémáiban található invazív szervezetek kutatásában, egyben közvetlenül támogatja a kockázatértékelést, a megelőzést, a korai felismerést, a gyors reagálást, a monitoringot és az ellenőrzést. A National Invasive Species Information Center (NISIC) gyűjti és rendszerezi a szövetségi, állami, helyi és nemzetközi forrásokból származó információkat. Az invazív fajok definíciójuk szerint olyan növények, állatok vagy kórokozók, amelyek nem őshonosak (azaz idegenek) a szóban forgó ökoszisztémában, és amelyek behurcolása kárt okoz vagy okozhat.
Az Ausztrál Államszövetség kormánya 1999-ben hozta meg a környezetvédelmi és biodiverzitás-megőrzési törvényét, melyben kiemelt fontosságú az özönfajok folyamatainak követése, és a stratégiák kidolgozása. Azóta is a Nemzeti Tájgondozási Program keretében és nemzeti, veszélycsökkentési projektben finanszíroz tevékenységet. Definíciójuk szerint azt a fajt nevezik inváziósnak, amely emberi tevékenység eredményeként az elfogadott normál elterjedésen túlmenően előfordul, és az általa okozott károkkal értékes környezeti, mezőgazdasági vagy egyéb társadalmi erőforrásokat veszélyeztet. Ezek közé tartoznak: a betegségek, gombák és paraziták, a kivadult állatok, a rovarok és más gerinctelen állatok, a behurcolt a tengeri kártevők és a gyomok. kormányzati szinten a Környezeti biológiai biztonság foglalkozik a kérdéssel.

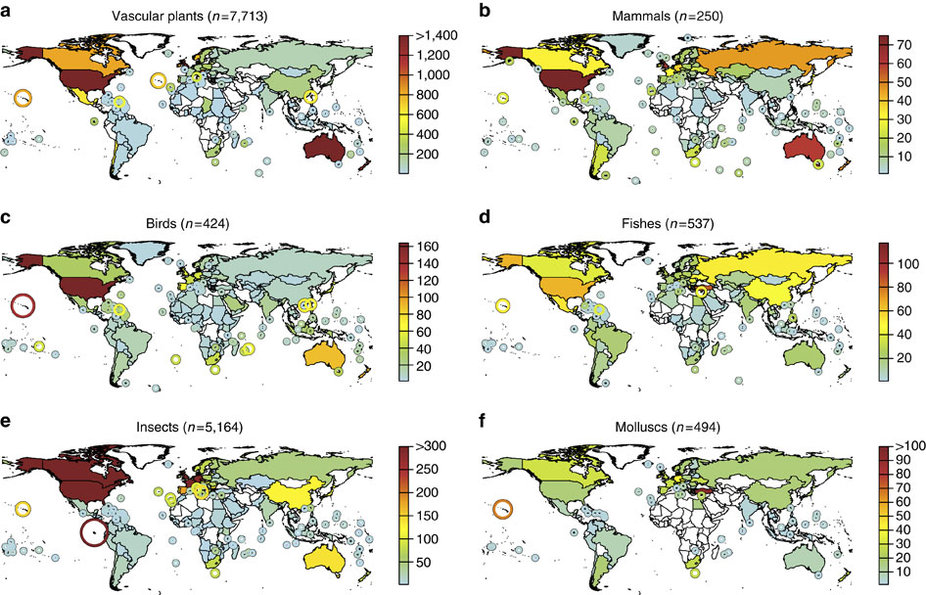
A ismert idegen faj első feljegyzéseinek száma (közel 200 év alatt, melyből az összes első feljegyzés 37%-a 1970–2014 között volt) régiónként (összesen 282) a főbb taxonómiai csoportokra vonatkozóan, egy első feljegyzését tartalmazó adatbázis felhasználásával készült 2016-ban

A biológiai sokféleség nagyrészt az élőlények elkülönült evolúciójának és a helyi feltételekhez alkalmazkodásának eredménye. Egy új faj érkezése az adott ökoszisztémába természetes jelenség. A legtöbb idegenhonos faj nem képes életben maradni, illetve nem válik inváziós fajjá, hanem beépül az őshonos fajok közösségébe, és a tápláléklánc részévé válik. Azok a fajok képesek tömegesen, az ökológiai egyensúlyt felborítva elterjedni, amelyek:
- gyorsan szaporodnak,
- változatos környezeti feltételek közt életképesek és
- versenyelőnyt élveznek az őshonos fajokkal szemben (például mert az új élőhelyen nincsenek természetes ellenségeik).

Hosszabb távon új egyensúlyi helyzet alakul ki, de addigra egyes őshonos fajok kiszorulhatnak (életterük beszűkülhet vagy akár ki is halhatnak).
A fajok terjedését természetellenesen felgyorsította a kereskedelem, az utazás és több szándékos betelepítés. Az özönfajok megváltoztathatják az ökológiai viszonyokat, így kiszámíthatatlan hatást gyakorolnak a biológiai sokféleségre, és komoly gazdasági károkat okozhatnak.
A 2000-es években az inváziós idegenhonos fajokat tartják a globális biodiverzitás csökkenése második fő okának, közvetlenül az élőhelypusztítás mögött. Az özönfajok környezeti, gazdasági és társadalmi (pl. egészségügyi) hatásai minden szinten kedvezőtlenek. Ennek történelmi példája a patkányok behurcolása Polinéziába és más szigetekre.

## Özönnövények Magyarországon
Már a 19. században megjelentek szakcikkek például a behurcolt növények kivadulásáról. A probléma a 20-21. századra olyan mértékűvé vált, hogy új tudományterületek foglalkoznak ezekkel a kérdésekkel: az invázióbiológia, inváziós ökológia, inváziógenetika. A földi ökoszisztémákat a klímaváltozás és a biodiverzitás rohamos csökkenésének kettős krízise fenyegeti. Az is közismert, hogy a folyamatok egyik fő okozója az inváziós fajok térnyerése. Ennek alapesete, amikor a gazdasági vagy esztétikai megfontolásból betelepített idegenhonos növény- vagy állatfaj kikerülve a tenyésztés vagy termesztés körzetéből özönfajjá válik, eluralja a korábban változatos őshonos ökoszisztémát. Erre példa a méhlegelőként telepített selyemkóró (Asclepias syriaca) vagy a magas aranyvessző (Solidago gigantea), amelyek mára a védett és természetközeli gyepterületeink súlyos leromlását, pusztulását okozzák. E mellett a betelepített vagy spontán betelepült fajok vektorként (hordozóként) olyan új kórokozókat is hozhatnak magukkal, amelyek az adott területen korábban nem létező új betegségeket, potenciálisan járványokat okozhatnak.
1998. március 11–13. között Jósvafőn rendezték meg az Agresszív adventív növényfajok és a természetvédelem című szakmai találkozót. A rendezvényen összeállították a legveszélyesebb fajok listáját, amelyen a 31 idegenhonos mellett szerepelt további három, terjedő és a természetvédelemnek komoly problémákat okozó őshonos faj is, amelyek megfelelő feltételek között inváziós tulajdonságokat mutatnak. E miatt Botta-Dukát Zoltán, az MTA Ökológiai Kutatóközpont, Ökológiai és Botanikai Intézet intézetigazgatója szerint ez inkább egy „a fontos természetvédelmi gyomok listájának” tekinthető.
A Környezetvédelmi és Vízügyi Minisztérium Természetvédelmi Hivatalának tanulmánykötetei sorában jelent meg dr. Botta-Dukát Zoltán és dr. Mihály Botond szerkesztésében 2004-ben és 2006-ban az Özönnövények I. és II. Az első kötetben helyet kaptak a védekezések elvi háttere és a nemzeti park igazgatóságok tevékenységének bemutatása, illetve az egyes fajokról szóló fejezetek is tartalmaznak a természetvédelmi kezeléssel kapcsolatos információkat.
2012-ben megjelent Csiszár Ágnes szerkesztésében a Inváziós növényfajok Magyarországon című kiadvány, melyben már összesen hetvennégy inváziós vagy potenciálisan inváziós faj felsorolása és jellemzése szerepelt, azonban a visszaszorítási technológiák – terjedelmi korlátok miatt – csak érintőlegesen kerültek tárgyalásra.
Bartha Dénes erdőmérnök 2014-ben úgy nyilatkozott, hogy a biológiai környezetszennyezés a 21. században pénzben kifejezve már nagyobb gazdasági károkat okoz, mint az ipari, amely ellenében addigra már sikerült bizonyos eredményeket felmutatni. A biológiai veszélyek klasszikus példája a parlagfű, de ezen kívül is körülbelül hetven inváziós növényfaj jelent meg már Magyarországon. Szintén özönfaj, de sokak által vitatott az akác. Az országban a 2010-es évek közepén mintegy 150 ezer hektáron nincs létjogosultsága, például természetvédelmi területeken. Ugyanakkor a szakember szerint ezen felül még sok olyan termőhely maradna, ahová lehetne telepíteni is, mint az Alföldre és az alacsony dombvidéki területekre. Bár rendkívül gyorsan nő és kemény faanyagot produkál, illetve a méhészek is szeretik, kizsigereli a talajt, így kevés növény képes együttélni vele.
Bartha Dénes, a soproni Erdőmérnöki Kar Környezet- és Természetvédelmi Intézetének professzora, 2000-ben jelentette meg a szakmai berkekben közismert és általánosan használt „színes” dendroflórában zajlott (zajló) jelentős változásokkal kapcsolatos listák elődjét. Ezt követő összeállításában előbb 2019-ben a Vörös Lista, 2020-ban pedig a Fekete Lista és  Szürke Lista is megjelent magyar és angol nyelven is, a Soproni Egyetem, Erdőmérnöki Kar, Környezet- és Természetvédelmi Intézet kiadásában. A 2019-es, Magyarország veszélyeztetett fa- és cserjefajai alcímet viselő kötet a Természetvédelmi Világszövetség (IUCN) kategóriái szerint készült. A 2020-ban megjelent két kötet Magyarország inváziós fa- és cserjefajai („fekete”) és Magyarország potenciálisan inváziós fa- és cserjefajai („szürke”) listái a potenciálisan, illetve ténylegesen előforduló idegenhonos dendrotaxonok körében összesen több, mint ezer fás szárút sorolnak be az alapján, hogy a biodiverzitásra mekkora kockázatot jelentenek. Ezen belül a kockázat alapján három fő listára („Fekete”, „Szürke” és „Fehér”) kerültek besorolásra, melyeket további allistákra („Kezelési”, „Cselekvési” és „Figyelmeztető”, illetve „Operatív” és „Megfigyelési”) oszt. Ezekben csoportosítva a gyakoriságuk miatt a teljes kiirtásra esélytelen, de a kiemelt természeti értékek védelme érdekében lokális visszaszorítandó, az inváziójuk kezdeti szakaszán járó, még sikeresen kiírtható vagy visszaszorítható és a Magyarországon még nem előforduló, de hasonló ökológiai adottságú területeken már inváziós viselkedést mutató fajok szerepelnek, illetve azok amelyek inváziós veszélyéről még kevés vagy ellentmondásos tudományos ismeret áll rendelkezésre (de esetleg intézkedések már meghozhatók lennének), és amikről még csekély az ismeretanyag, de károkozása nem zárható ki, végül pedig a még nem inváziós idegenhonos fajok is felsorolásra kerültek, melyek a megjelenés időpontjában az ismeretek szerint nem jelentenek veszélyt sem hazánk flórájára, sem élőhelyeire.
Az Európai Parlament és a Tanács 1143/2014/EU rendelete (2014. október 22.) az idegenhonos inváziós fajok betelepítésének vagy behurcolásának és terjedésének megelőzéséről és kezeléséről, 2015. január 2-án lépett hatályba. Az ehhez kapcsolódó végrehajtási rendelet jegyzéke tartalmazza az Európai Unió számára veszélyt jelentő idegenhonos inváziós fajokat, amire 36 növényfaj került fel. Ezt követően az Európai Bizottság 2016. július 13-án fogadta el az Unió számára veszélyt jelentő idegenhonos inváziós állat- és növényfajt tartalmazó első jegyzéket, ami 2019. július 25-én bővítésre került. Magyarországon ezen törekvések előtt nem volt még olyan jogszabály, amely minden érintett szakterületre kötelező érvénnyel, átfogóan szabályozta volna ezt a sokrétű és közös fellépést kívánó területet, de már megelőzően is a jogszabályi környezet tartalmazott előírásokat az idegenhonos inváziós fajokkal kapcsolatban. Az egyes ágazati jogszabályokban szerepelnek fajlisták, amelyekhez kapcsolódóan bizonyos tevékenységek tiltottak, vagy adott fajok további terjedését megakadályozandó, kötelező védekezési módszereket állapítanak meg. Ezt a problémát orvosolta az egyes törvényeknek az idegenhonos inváziós fajok betelepítésének vagy behurcolásának és terjedésének megelőzésével és kezelésével összefüggésben történő módosításáról szóló 2016. évi CXXXVII. törvény. 2020-ban a Magyarországon veszélyt jelentő idegenhonos inváziós fajok körét a természetvédelemért felelős miniszter állapítja meg miniszteri rendeletben az egyéb ágazati miniszterek véleményének kikérését követően, azonban ilyen 2020-ig még nem készült, így az egyes ágazati és szakmai jogszabályok kezelik az idegenhonos inváziós fajok kérdését.
A természet védelméről szóló 1996. évi LIII. törvény kiutalása szerint, illetve más jogszabályok alapján látják el az érintett hatóságok az idegenhonos inváziós fajokkal kapcsolatos engedélyezési, ellenőrzési, kötelezési és bírságolási feladatokat. Az ebben meghatározott esetekben az ezek elvégeztetésére, elvégzésére kijelölt hatóságok körét a törvény 10. § (4) bekezdése határozza meg. E kérdéskör a jogszabályokon túl több hazai stratégiában is megjelenik, mint kiemelt prioritás. Ilyen a 2015-ben a Parlament által elfogadott Nemzeti Biodiverzitás Stratégia (A biológiai sokféleség megőrzésének nemzeti stratégiája 2015-2020), illetve a IV. Nemzeti Környezetvédelmi Program önálló mellékletét képező IV. Nemzeti Természetvédelmi Alapterv (ami külön fejezetekben foglalkozik az idegenhonos inváziós fajok elleni fellépés szükségességével, követve a nemzetközi ajánlásokat és az uniós stratégiát.
2023-ban az Ökológiai Kutatóközpont vezetésével megalakult a Pécsi Tudományegyetem, az Agrártudományi Kutatóközpont, a Magyar Agrár- és Élettudományi Egyetem, az Állatorvostudományi Egyetem és az Állatorvostudományi Kutatóintézet konzorciumi tagokkal az Egészségbiztonság Nemzeti Laboratórium részeként működő Invázióbiológiai Divízió. Fő küldetése, hogy a jövevényfajok általi tényleges fenyegetettség felmérésére és kezelésére egy egységes ökológiai keretrendszert dolgozzon ki, és a tudományos eredményekre támaszkodva hatékony gyakorlati megoldásokra tegyen javaslatokat. A kutatás során a szakemberek feltérképezik és dokumentálják az egyes, társadalmi hatásuk szempontjából kulcsfontosságú hazai özönfajok megjelenését és terjedését. Fontos az invázió folyamatának és hatásainak megértése az előrejelzés és a védekezési stratégiák kidolgozásához. Érintett szakmai szereplőkkel közösen vizsgálják az invázió gazdálkodási hatásait, növény-, állat- és humánegészségügyi vonatkozásait. Olyan új technológiákat fejlesztenek a kritikus inváziós események azonosításához, előre jelzéséhez és az inváziós fajok elleni védekezéshez. Az EBNL Invázióbiológiai Divízió tagjai kiemelt feladata az inváziós problémakörről és a veszélyek aktuális mértékéről való folyamatos, széles körű tájékoztatás, valamint javaslatok megfogalmazása a döntéshozók számára az invázió elleni védekezési stratégiák kidolgozásához.

### Az Európai Unió számára veszélyt jelentő özönnövény fajok Magyarországon
Az Európai Unió számára veszélyt jelentő idegenhonos inváziós fajok jegyzékén szereplő, Magyarországon a természetben előforduló 33 faj felosztása élőhely-preferencia alapján 2020-ban:
Szárazföldi növények
- mirigyes bálványfa (bálványfa, Ailanthus altissima)

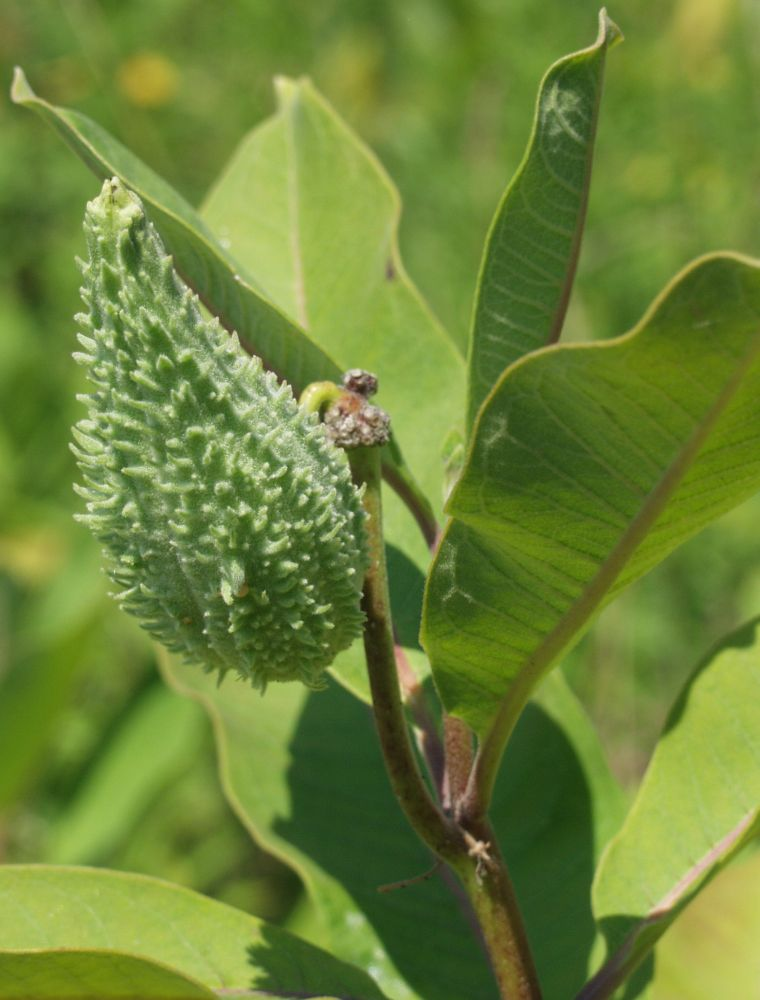
Selyemkóró termése

- selyemkóró (közönséges selyemkóró, Asclepias syriaca)
- kaukázusi medvetalp (Heracleum mantegazzianum)
- Szosznovszkij-medvetalp (Sosnowsky-medvetalp) (Heracleum sosnowskyi)
- japán komló (Humulus japonicus, syn. Humulus scandens)
- bíbor nebáncsvirág (Impatiens glandulifera)

Vízinövények
- karolinai tündérhínár (Cabomba caroliniana)
- közönséges vízijácint (Eichhornia crassipes)
- aprólevelű átokhínár (Elodea nuttallii)
- Mexikói vízibojt (Gymnocoronis spilanthoides)
- hévízi gázló (Hydrocotyle ranunculoides)
- nagy fodros-átokhínár (fodros átokhínár, Lagarosiphon major)
- nagyvirágú tóalma (Ludwigia grandiflora)
- sárga tóalma (sárgavirágú tóalma, Ludwigia peploides)
- strucctoll-süllőhínár (közönséges süllőhínár, Myriophyllum aquaticum)
- felemáslevelű süllőhínár (Myriophyllum heterophyllum)
- átellenes rucaöröm (Salvinia molesta)

### Magyarország özönnövényei az Idegenhonos inváziós fajok tudásbázisában
A Magyarország és az egész Európai Unió számára veszélyt jelentő valamennyi idegenhonos inváziós fajjal kapcsolatos információkkal 2019 őszétől indult el az Agrárminisztérium és a Fertő-Hanság Nemzeti Park Igazgatóság közös koordinációjában működő Idegenhonos inváziós fajok tudásbázisában (invaziosfajok.hu) szereplő hazai növények 2023-ban (összesen 45 növényfaj, melyek közül 15 faj „Magyarországon nem fordul elő”):
- aranyvessző fajok (Solidago sp.)
- átellenes rucaöröm (Salvinia molesta)
- bíbor nebáncsvirág (Impatiens glandulifera)
- cingár átokhínár (Elodea nuttallii)

- fehér akác (Robinia pseudoacacia)

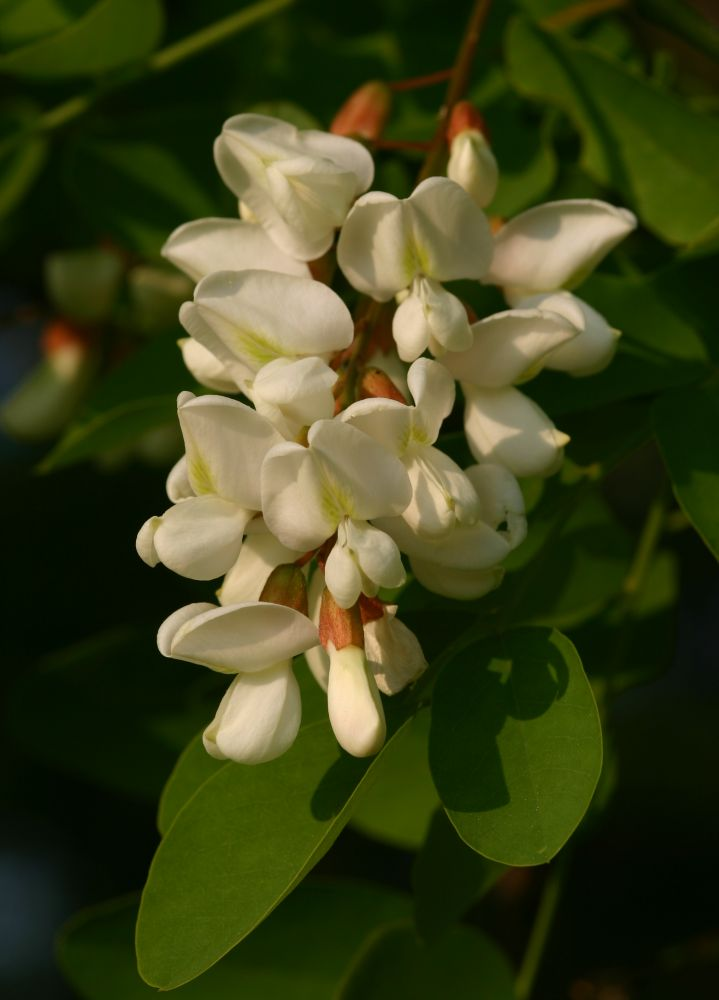
Fehér akác

- felemáslevelű süllőhínár (Myriophyllum heterophyllum)
- gyalogakác (Amorpha fruticosa)
- hévízi gázló (Hydrocotyle ranunculoides)
- illatos császárfa (császárfa) (Paulownia tomentosa)
- japán fojtóbab (kudzu, Kudzu nyílgyökér) (Pueraria montana)
- japán komló (Humulus scandens)

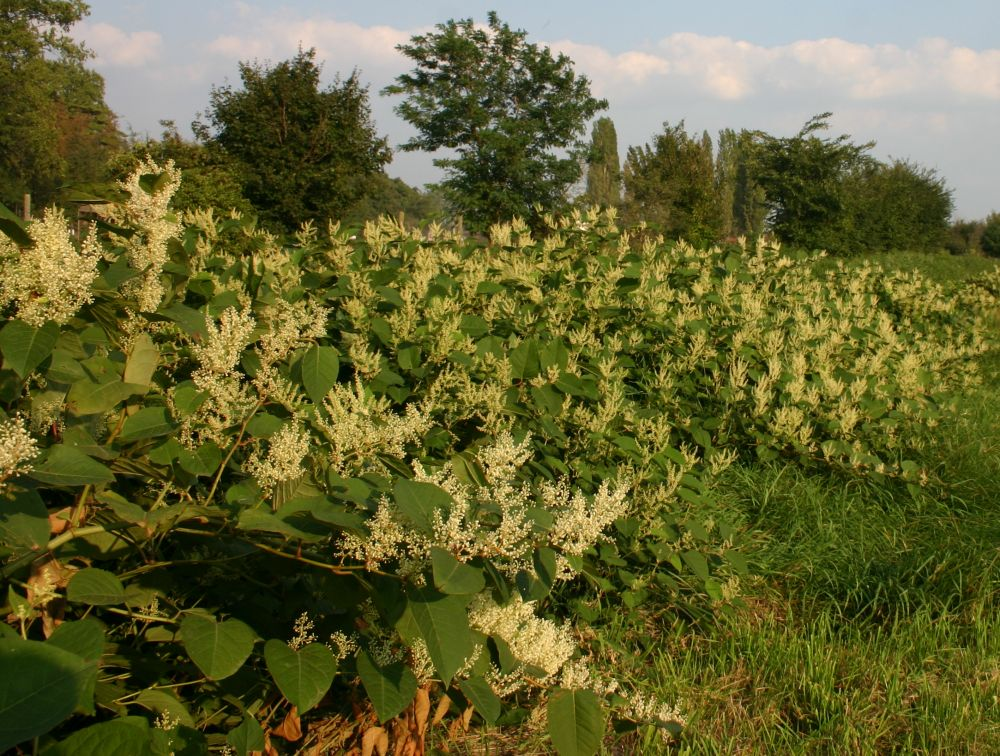
Japánkeserűfű

- japánkeserűfű (Fallopia x bohemica)
- karolinai tündérhínár (Cabomba caroliniana)
- kaukázusi medvetalp (Heracleum mantegazzianum)
- kései meggy (Prunus serotina)
- keskenylevelű ezüstfa (Elaeagnus angustifolia)
- közönséges selyemkóró (Asclepias syriaca)
- közönséges vízijácint (Eichhornia crassipes)
- mexikói vízibojt (Gymnocoronis spilanthoides
- mirigyes bálványfa (Ailanthus altissima)
- nagy fodros-átokhínár (Lagarosiphon major)
- nagyvirágú tóalma (Ludwigia grandiflora)
- nyugati ostorfa (Celtis occidentalis)
- óriásrebarbara (Gunnera tinctoria)
- rózsás tollborzfű (Pennisetum setaceum)
- sárga lápbuzogány (Lysichiton americanus)
- sárga tóalma (Ludwigia peploides)
- Strucctoll-süllőhínár (Myriophyllum aquaticum)
- Szosznovszkij-medvetalp (Heracleum sosnowskyi)
- zöld juhar (Acer negundo)

### Magyarország természetvédelmi, mező- és erdőgazdasági szempontjából legfontosabb inváziós és potenciálisan inváziós növényei (2012)
Csiszár Ágnes Inváziós növényfajok Magyarországon kiadványa a 2004-es Özönnövények című könyvben megjelent magyarországi neofitonok időszerű jegyzékére (szerzői Balogh Lajos, Dancza István és Király Gergely) támaszkodva, az egyes fajok inváziós besorolását aktualizálva, elsősorban Balogh Lajos, Botta-Dukát Zoltán és Dancza István segítségével készült. A fajok kiválasztásában fontos szempont volt, hogy azok Magyarország természetvédelmi, mező- és erdőgazdasági szempontjából a legfontosabb inváziós növények legyenek, amiket kiegészítettek néhány terjedőben lévő, akkor potenciálisan inváziós fajjal is, azért, hogy minél teljesebb képet adjanak hazánk adventív flórájáról, illetve felhívják a figyelmet egyes fajok lehetséges inváziójára. A kiadványban így összesen 74 faj (taxon) került bemutatásra.
- Moszatpáfrány fajok (Azolla spp.)
- Karolinai tündérhínár (Cabomba caroliniana)
- Amerikai karmazsinbogyó (Phytolacca americana)
- Kínai karmazsinbogyó (Phytolacca esculenta)
- Disznóparéj fajok (Amaranthus spp.)
- Óriáskeserűfű fajok (Fallopia spp.)
- Süntök (Echinocystis lobata)
- Sárga selyemmályva (Abutilon theophrasti)
- Arany ribiszke (Ribes aureum)
- Parti szőlő (Vitis vulpina) és hibridjei (Vitis spp.)
- Közönséges vadszőlő (Parthenocissus inserta)
- Indiai szamóca (Potentilla indica)
- Kései meggy (Prunus serotina)
- Japán komló (Humulus japonicus)
- Turkesztáni szil (Ulmus pumila)
- Nyugati ostorfa (Celtis occidentalis)

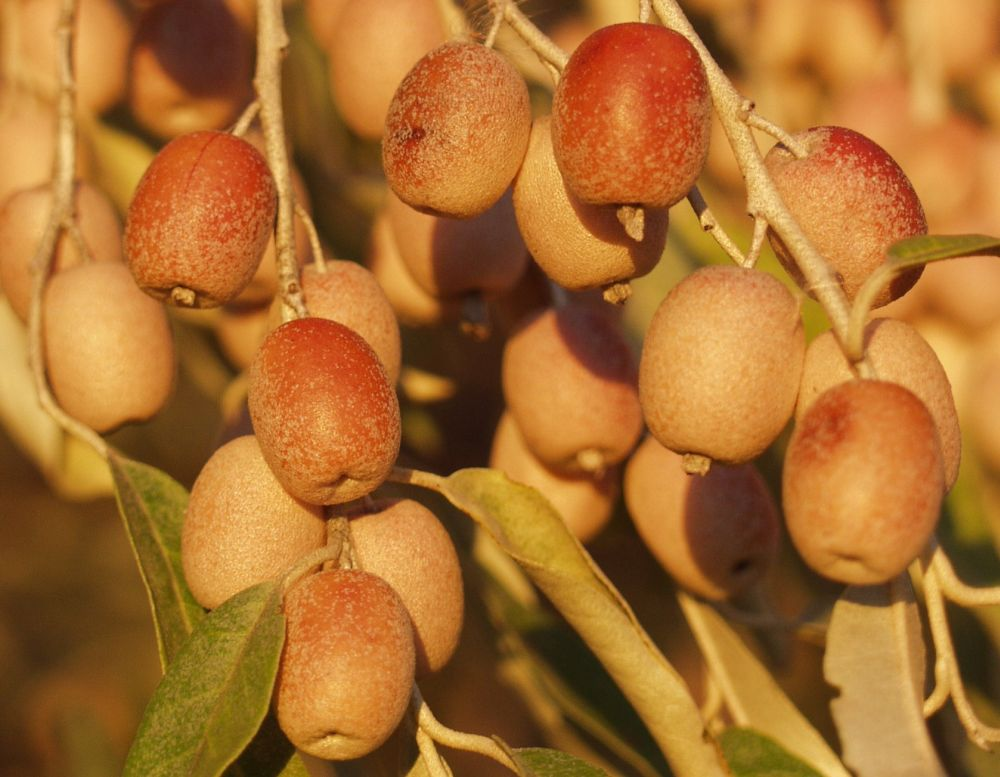
Keskenylevelű ezüstfa termése

- Keskenylevelű ezüstfa (Elaeagnus angustifolia)
- Cserjés gyalogakác (Amorpha fruticosa)
- Fehér akác (Robinia pseudoacacia)
- Mirigyes bálványfa (Ailanthus altissima)
- Ecetszömörce (Rhus typhina)
- Zöld juhar (Acer negundo)
- Madársóska fajok (Oxalis spp.)
- Bíbor nebáncsvirág (Impatiens glandulifera)
- Kisvirágú nebáncsvirág (Impatiens parviflora)
- Hévízi gázló (Hydrocotyle ranunculoides)
- Medvetalp fajok (Heracleum spp.)
- Közönséges selyemkóró (Asclepias syriaca)
- Illatos nyáriorgona (Buddleja davidii)
- Amerikai kőris (Fraxinus pennsylvanica)
- Közönséges orgona (Syringa vulgaris)
- Nagy aranka (Cuscuta campestris)
- Aranyvessző fajok (Solidago spp.)
- Észak-amerikai őszirózsák (Aster novi-belgii agg.)

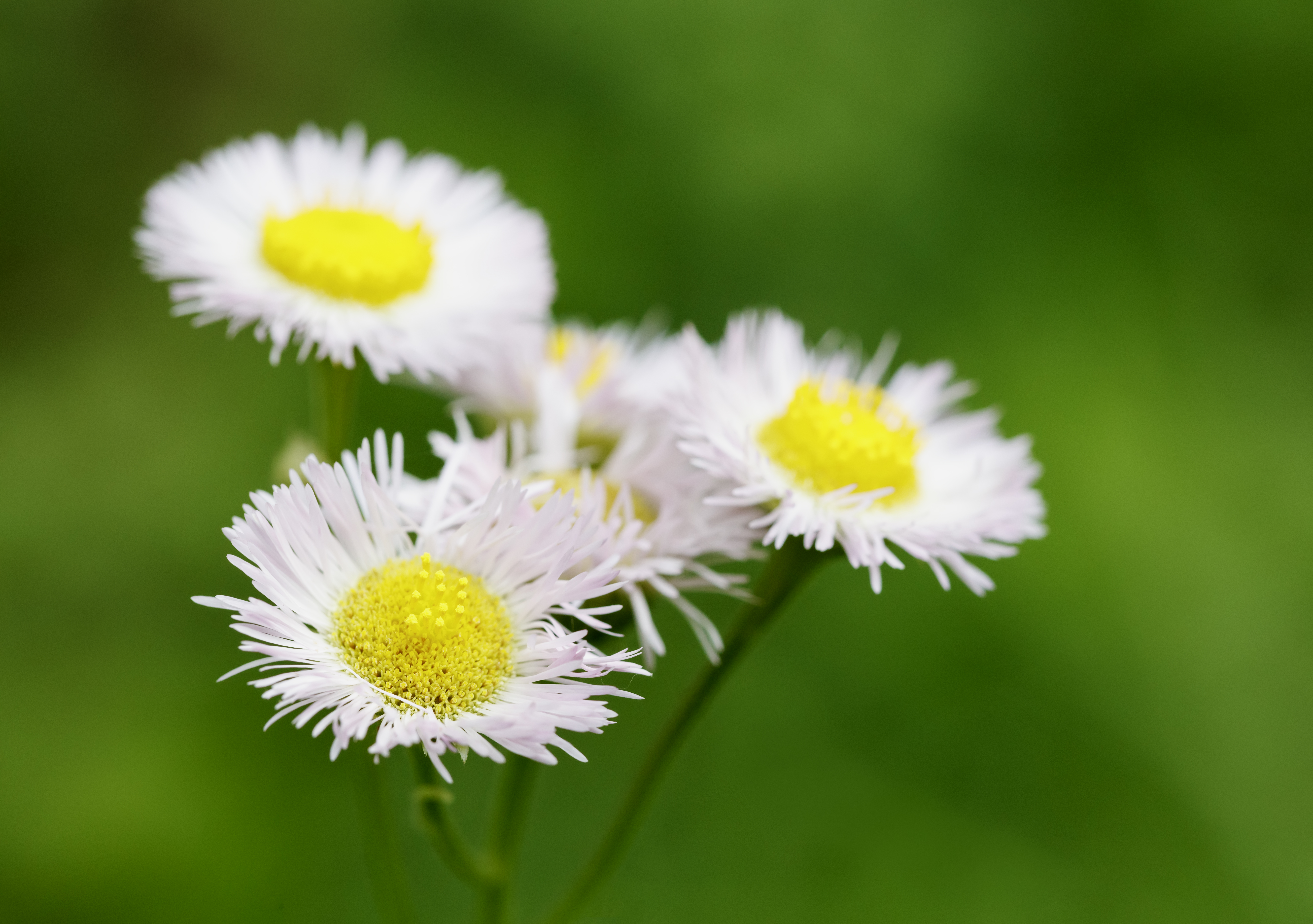
egynyári seprence virágai

- Egynyári seprence (Erigeron annuus)
- Betyárkóró (Conyza canadensis)
- Ürömlevelű parlagfű (Ambrosia artemisiifolia)
- Parlagi rézgyom (Iva xanthiifolia)
- Szerbtövis fajok (Xanthium spp.)
- Magas kúpvirág (Rudbeckia laciniata)
- Napraforgó fajok (Helianthus spp.)
- Feketéllő farkasfog (Bidens frondosa)
- Kicsiny gombvirág (Galinsoga parviflora)
- Amerikai keresztlapu (Erechtites hieracifolia)
- Vesszős aggófű (Senecio inaequidens)
- Kanadai átokhínár (Elodea canadensis)

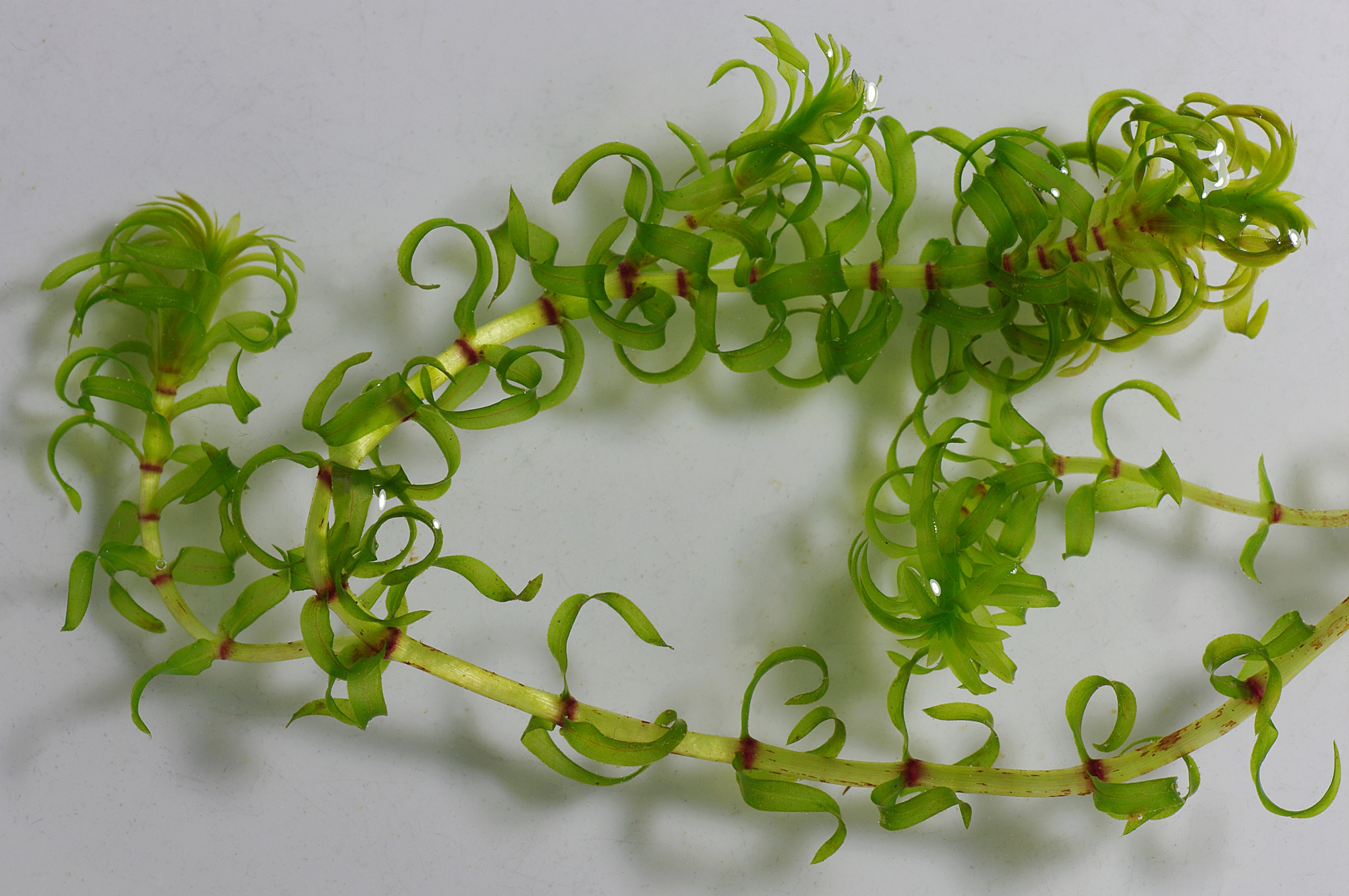
Aprólevelű átokhínár

- Aprólevelű átokhínár (Elodea nuttallii)
- Közönséges csavarhínár (Vallisneria spiralis)
- Úszó kagylótutaj (Pistia stratiotes)
- Szemcsés békalencse (Lemna minuta)
- Kék rizsjácint (Monochoria korsakowii)
- Vékony szittyó (Juncus tenuis)
- Mandulapalka (Cyperus esculentus)
- Aszályfű (Eleusine indica)
- Bugás tövisperje (Tragus racemosus)
- Átoktüske (Cenchrus incertus)
- Köles fajok (Panicum spp.)
- Fenyércirok (Sorghum halepense)
- Magas zab (Avena sterilis subsp. ludoviciana)

#### Magyarország inváziós exótái

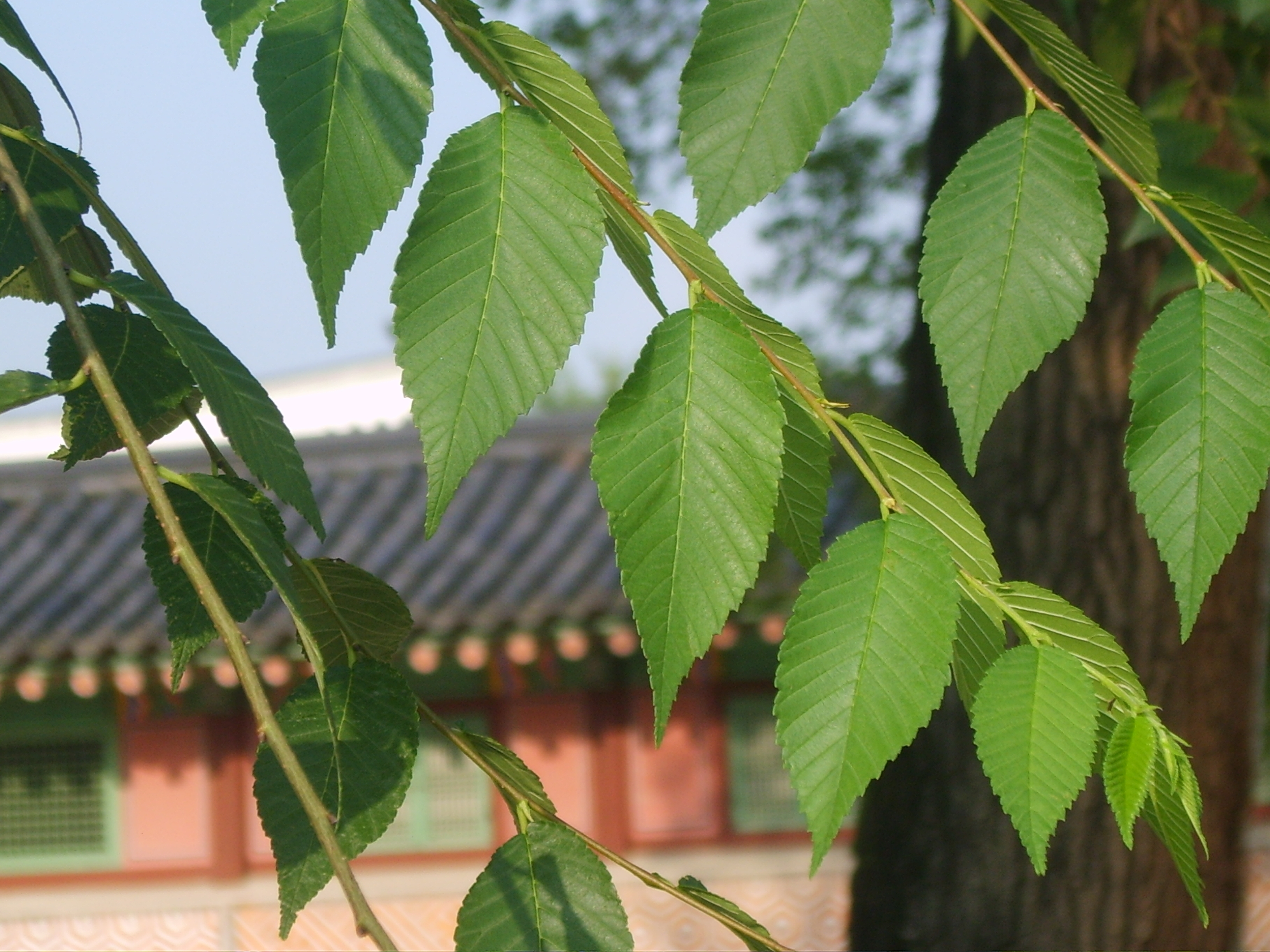
A turkesztáni szil jellegzetes hosszú, lecsüngő vesszői

Az exóta (nem őshonos, rendszerint más kontinensről vagy klímaövből behozott) csoport fajai képesek (többé-kevésbé) monodomináns állományokat képezni akkora kiterjedésben, amely az őshonos fajok lokális populációinak jelentős csökkenésével, vagy kipusztulásával járhat együtt, a belső inváziós fajokhoz hasonlóan veszélyeztethetik az ökoszisztémák fajgazdagságát és invázióssá válhatnak. Ilyen például: a turkesztáni szil (Ulmus pumila).

### Magyarország idegenhonos fa- és cserjefajainak Fekete, Szürke és Fehér Listája (2020)
A 2000-es évek óta állítanak össze az országok és nemzetközi szervezetek az idegen fajok veszélyességének kifejezésére – a veszélyeztetett fajokra vonatkozó vörös listák elgondolása alapján – fekete, szürke és fehér listákat. Magyarországon ilyen kiadvány, ami a hazai flóra idegenhonos fa- és cserjefajait rendezi listákba a biodiverzitásra gyakorolt kockázatuk alapján, Bartha Dénes összeállításában jelent meg 2020-ban.

### A Magyarországon „belső inváziós” növényfajok
Az ún. „belső inváziós” faj olyan flóraelem, amely őshonos, már az ember természetátalakító tevékenysége előtt is tagja volt a Kárpát-medencei flórának, és meghatározott
körülmények között képes nagy kiterjedésű (többé-kevésbé) monodomináns állományokat képezni a potenciális vegetáció többi fajának kiszorítása révén. A homogenizáló körülményt
leggyakrabban az emberi eredetű hatások alakítják ki a tájhasznosítási, terület használati, illetve akár a természetvédelmi kezelési tevékenységeken keresztül. A belső inváziós fajok hasonlóképpen veszélyeztethetik az ökoszisztémák fajgazdagságát, mint az exóta fajok.
Ezek:
- közönséges nád (nád, Phragmites australis)
- siska nádtippan (Calamagrostis epigeios)
- fenyérfű (Bothriochloa ischaemum)

A nád és a siska nádtippan terjeszkedésének legfőbb okai a kései kaszálás és a gyepek hasznosításának hiánya, míg a fenyérfűé a rendszeres túllegeltetés, és a félig nyílt homoki gyepeken végzett gépi munka. A megfelelő fajösszetételű legelő állatállomány, a megfelelő legelőnyomás mellett (szakszerű rotáció biztosításával) képes kordában tartani a belső inváziós fajokat.

## Özönállatfajok Magyarországon

### Magyarország özönállatai az Idegenhonos inváziós fajok tudásbázisában
A Magyarország és az egész Európai Unió számára veszélyt jelentő valamennyi idegenhonos inváziós fajjal kapcsolatos információkkal 2019 őszétől indult el az Agrárminisztérium és a Fertő-Hanság Nemzeti Park Igazgatóság közös koordinációjában működő Idegenhonos inváziós fajok tudásbázisában (invaziosfajok.hu) az Európai Unió területén előforduló 75 inváziós növény- és állatfajt lehet megismerni.
Az itt szereplő hazai állatok 2023-ban (összesen 30 állatfaj, melyek közül 9 faj „Magyarországon nem fordul elő”):

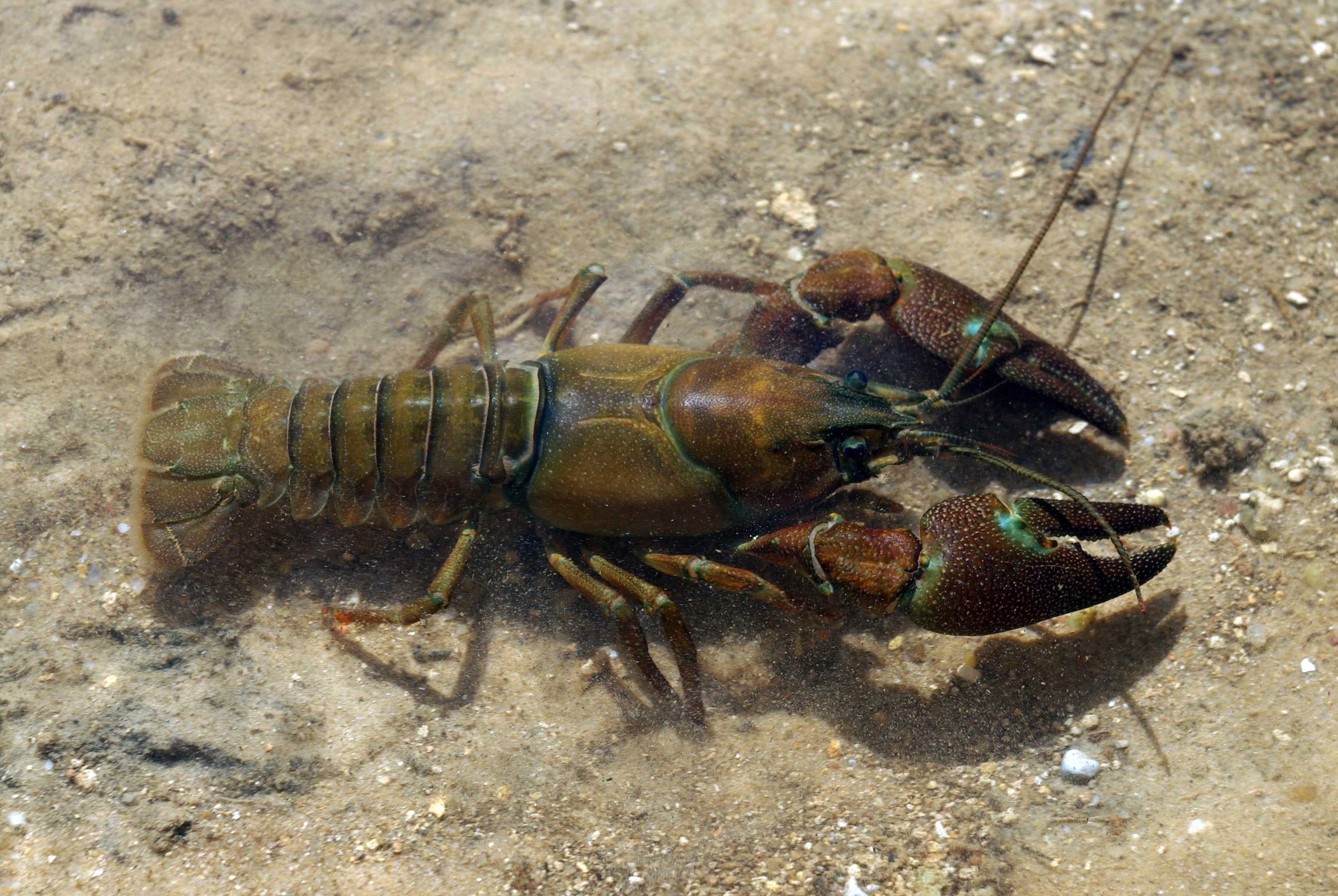
kifejlett jelzőrák

- Amerikai jelzőrák ( Pacifastacus leniusculus)
- Amerikai rókamókus (Sciurus niger)
- Amurgéb (Perccottus glenii)
- Cifrarák (Orconectes limosus)
- Csinos tarkamókus ( Callosciurus erythraeus)
- Ékszerteknősök (Trachemys scripta)
- Ezüstkárász (Carassius gibelio)
- Halcsontfarkú réce (Oxyura jamaicensis)
- Harlekinkatica (Harmonia axyridis)
- Kaliforniai vörösrák (Procambarus clarkii)
- Kínai gyapjasollósrák (Eriocheir sinensis)

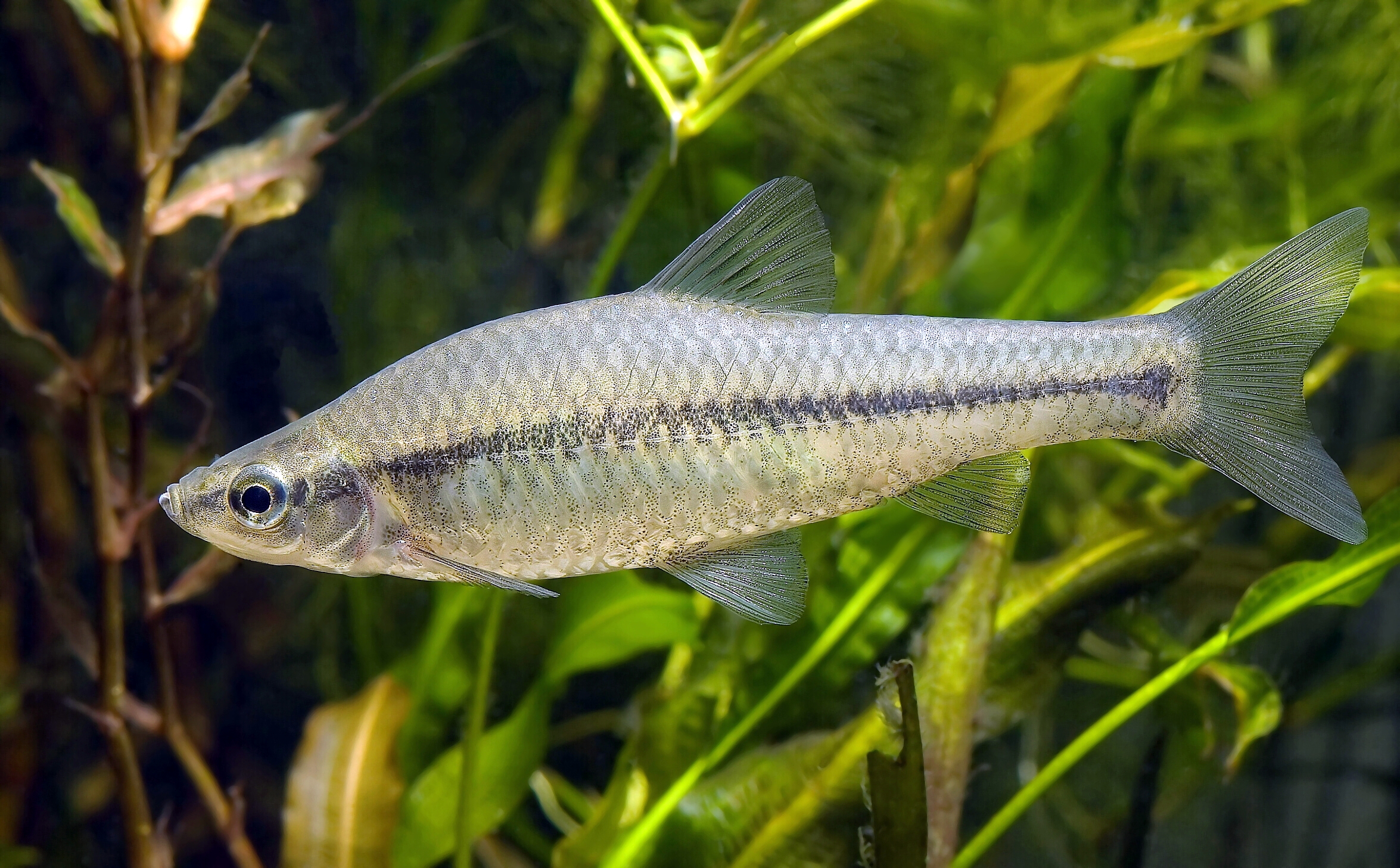
kínai razbóra

- Kínai muntyákszarvas (Muntiacus reevesi)
- Kínai razbóra (Pseudorasbora parva)
- Mosómedve (Procyon lotor)
- Naphal (Lepomis gibbosus)
- Nílusi lúd (Alopochen aegyptiacus)
- Nyestkutya (Nyctereutes procyonoides)
- Pásztormejnó (Acridotheres tristis)
- Pézsmapocok (Ondatra zibethicus)
- Spanyol meztelencsiga (Arion vulgaris)
- Szent íbisz (Threskiornis aethyopicus)
- Zöld vándorpoloska (Nezara viridula)

### Magyarországon előforduló, illetve potenciálisan várható, Európában már megtelepedett idegenhonos inváziós állatfajok (2022)
A 2011. évi magyar európai uniós elnökség alatt jött létre az Európai Unió Duna Régió Stratégia (EUSDR). Ennek, a Bajorország és Horvátország által társkoordinált, a  biodiverzitás és tájak, levegő- és talajminőség kérdéseivel foglalkozó hatodik prioritási területe (PA6) kiemelten kezeli az inváziós fajok kérdését. A 2020-ban megújított Cselekvési Tervében az erre vonatkozó közös fellépés célja pedig a Duna-régióban található inváziós idegenhonos fajok ökoszisztémákra gyakorolt hatásának értékelése, az inváziós fajok populációinak szabályozására vagy megszüntetésére ökológiai szempontból megfelelő módszerek feltérképezésének ösztönzése, valamint a lakosság ezen fajok okozta veszélyekről történő tájékoztatása. Ennek „A biodiverzitás, a  táj, valamint a  levegő- és talajminőség megőrzése” címet viselő prioritási területe tette lehetővé a2 Özönállatfajok Magyarországon című kiadvány megírását. Ebben 118 olyan idegenhonos inváziós állatfaj kerül bemutatásra, amelyek Európában már megtelepedtek és hazánkban is
előfordulnak, illetve előfordulásuk potenciálisan várható. (Esetenként zárójelben a Wikipédián szereplő magyar nevek találhatóak)
Gerinctelenek
Laposférgek – Platyhelminthes
- Amerikai óriásmájmétely (Fascioloides magna)

Puhatestűek – Mollusca
- Redős kosárkagyló (Corbicula fluminea)
- Keleti vándorkagyló (Dreissena rostriformis bugensis)

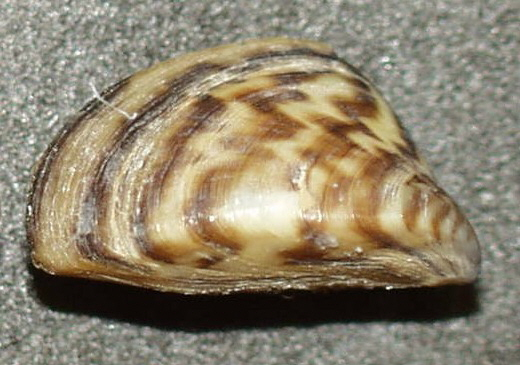
vándorkagyló

- Vándorkagyló (Dreissena polymorpha)
- Amuri kagyló (Sinanodonta woodiana)
- Folyami bödöncsiga (Theodoxus fluviatilis)
- Maláj toronycsiga (Melanoides tuberculata)
- Pontuszi rácsoscsiga (Clathrocaspia knipowitschii)
- Új-zélandi vízicsiga (Potamopyrgus antipodarum)
- Hegyes hólyagcsiga (Physella acuta)
- Jövevény tányércsiga (Gyraulus parvus)
- Amerikai tányércsiga (Planorbella duryi)
- Malaccsiga (Tandonia kusceri)
- Féregcsiga (Boettgerilla pallens)
- Pincelakó meztelencsiga (Limacus flavus)
- Feketefejű meztelencsiga (Krynickillus melanocephalus)
- Spanyol meztelencsiga (Arion vulgaris)
- Fehérélű csiga (Hygromia cinctella)
- Cirádás éticsiga (Cornu aspersum)
- Fehérsávos éticsiga (Helix lucorum)

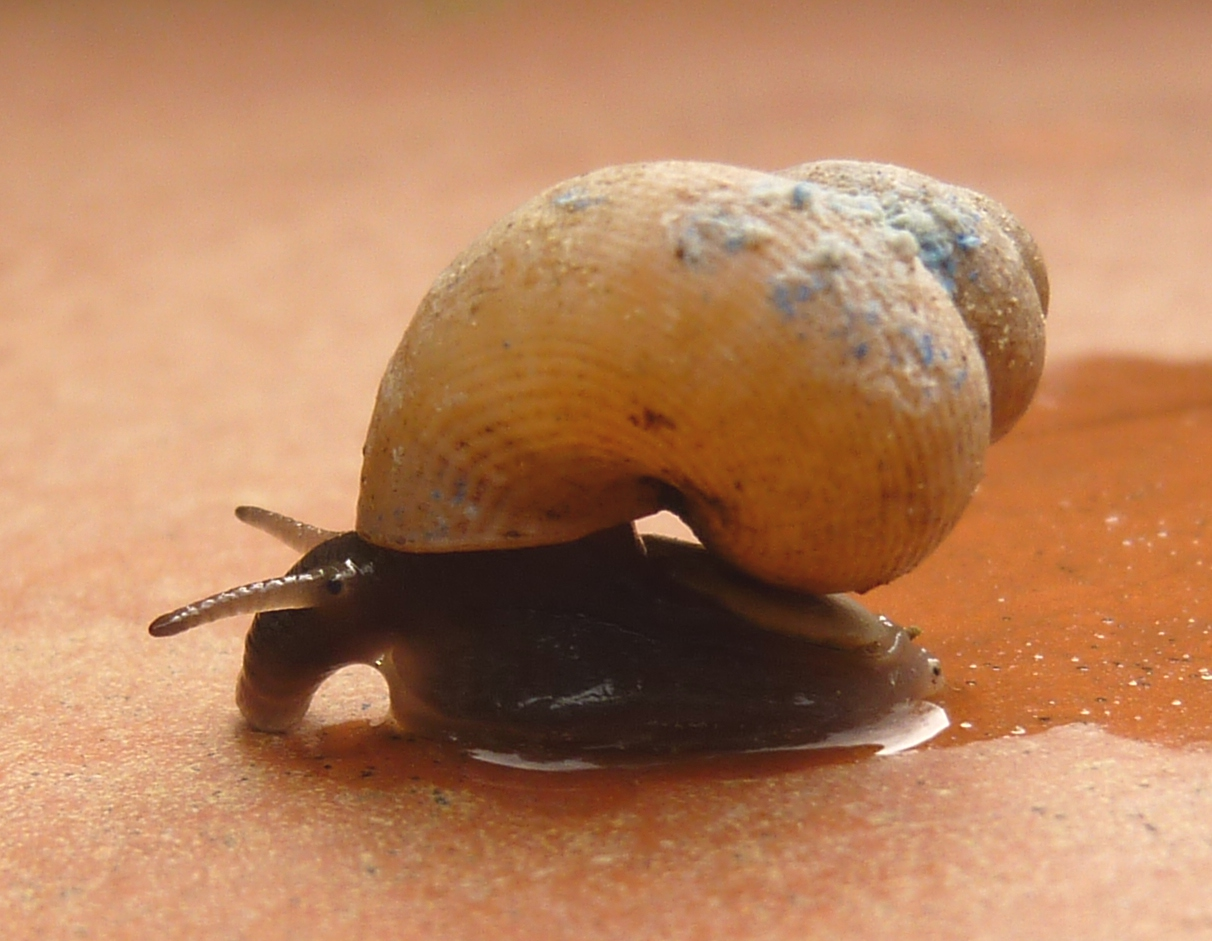
nyugati ajtóscsiga

- - Potenciálisan inváziós 32 szárazföldi csigafaj:
- Nyugati ajtóscsiga (Pomatias elegans)
- Keleti ajtóscsiga (Pomatias rivularis)
- Ráncostarkójú kárpáti orsócsiga (Alopia monacha)
- Kékesszürke kétlemezes orsócsiga (Alopia livida bipalatalis)
- Bánáti orsócsiga (Strigillaria rugicollis)
- Afrikai achátcsiga (Lissachatina fulica)
- Rózsás achátcsiga (Lissachatina immaculata)
- Karcsú jövevénycsiga (Allopeas gracile)
- Tornyos jövevénycsiga (Allopeas clavulinum)
- Apró jövevénycsiga (Opeas hannense)
- Mediterrán tűcsiga (Cecilioides petitiana)
- Vakondcsiga (Lucilla singleyana)
- Trópusi vakondcsiga (Hawaiia minuscula)
- Talajlakó kristálycsiga (Mediterranea hydatina)
- Áttetsző kristálycsiga (Oxychilus translucidus)
- Üvegházi farkascsiga (Gulella io)
- Üvegházi kúposcsiga (Zonitoides arboreus)
- Rusztikus meztelencsiga (Tandonia rustica)
- Szicíliai meztelencsiga (Deroceras panormitanum)
- Hódító meztelencsiga (Deroceras invadens)
- Kétsávos meztelencsiga (Ambigolimax valentianus)
- Rőt meztelencsiga (Arion rufus)
- Kórócsiga (Xerolenta obvia)
- Szűkköldökű kórócsiga (Xeropicta derbentina)
- Egycsíkú kórócsiga (Candidula unifasciata)
- Atlanti kórócsiga (Xeroplexa intersecta)
- Rőtszájú kórócsiga (Cernuella neglecta)
- Alpesi sávoscsiga (Chilostoma cingulatum)
- Pisai fűcsiga (Theba pisana)
- Mintás szalagoscsiga (Eobania vermiculata)
- Tejcsiga (Otala lactea)
- Nyekergő csiga (Cantareus apertus)

Fonálférgek – Nematoda
- Fenyőrontó fonálféreg (Bursaphelenchus xylophilus)

Rákok
Tízlábú rákok – Decapoda
- Cseresznyegarnéla (Neocaridina denticulata)
- Kínai gyapjasollósrák (Eriocheir sinensis)
- Ausztrál vörösollósrák (Cherax quadricarinatus)
- Jelzőrák (Pacifastacus leniusculus)
- Mexikói törperák (Cambarellus patzcuarensis)
- Vörös mocsárrák (Procambarus clarkii)
- Floridai kékrák (Procambarus alleni)
- Márványrák (Procambarus virginalis)
- Cifrarák (Faxonius limosus)

Erszényes rákok – Peracarida
- Vörös hasadtlábúrák (Hemimysis anomala)
- Széles hasadtlábúrák (Katamysis warpachowskyi)
- Közönséges hasadtlábúrák (Limnomysis benedeni)
- Tavi hasadtlábúrák (Paramysis lacustris)
- Tegzesrákok (Chelicorophium spp.)
- Kéttüskés bolharák (Dikerogammarus bispinosus)
- Pontuszi bolharák (Dikerogammarus haemobaphes)
- Kétpúpos bolharák (Dikerogammarus villosus)
- Karcsú bolharák (Chaetogammarus ischnus)
- Borzas bolharák (Trichogammarus trichiatus)
- Kövér bolharák (Obesogammarus obesus)
- Vaskos bolharák (Pontogammarus robustoides)
- Pontuszi víziászka (Jaera sarsi)

Rovarok
Félfedelesszárnyúak (Szipókások) – Hemiptera
- Tölgy-csipkéspoloska (Corythucha arcuata)
- Szicíliai mezeipoloska (Deraeocoris flavilinea)
- Hársbodobács (Oxycarenus lavaterae)
- Nyugati levéllábú-poloska (Leptoglossus occidentalis)
- Ázsiai márványospoloska (Halyomorpha halys)
- Zöld vándorpoloska (Nezara viridula)
- Amerikai lepkekabóca (Metcalfa pruinosa)
- Amerikai bivalykabóca (Stictocephala bisonia)

Bogarak – Coleoptera
- Japán cserebogár (Popillia japonica)
- Ázsiai kőris-karcsúdíszbogár (Agrilus planipennis)

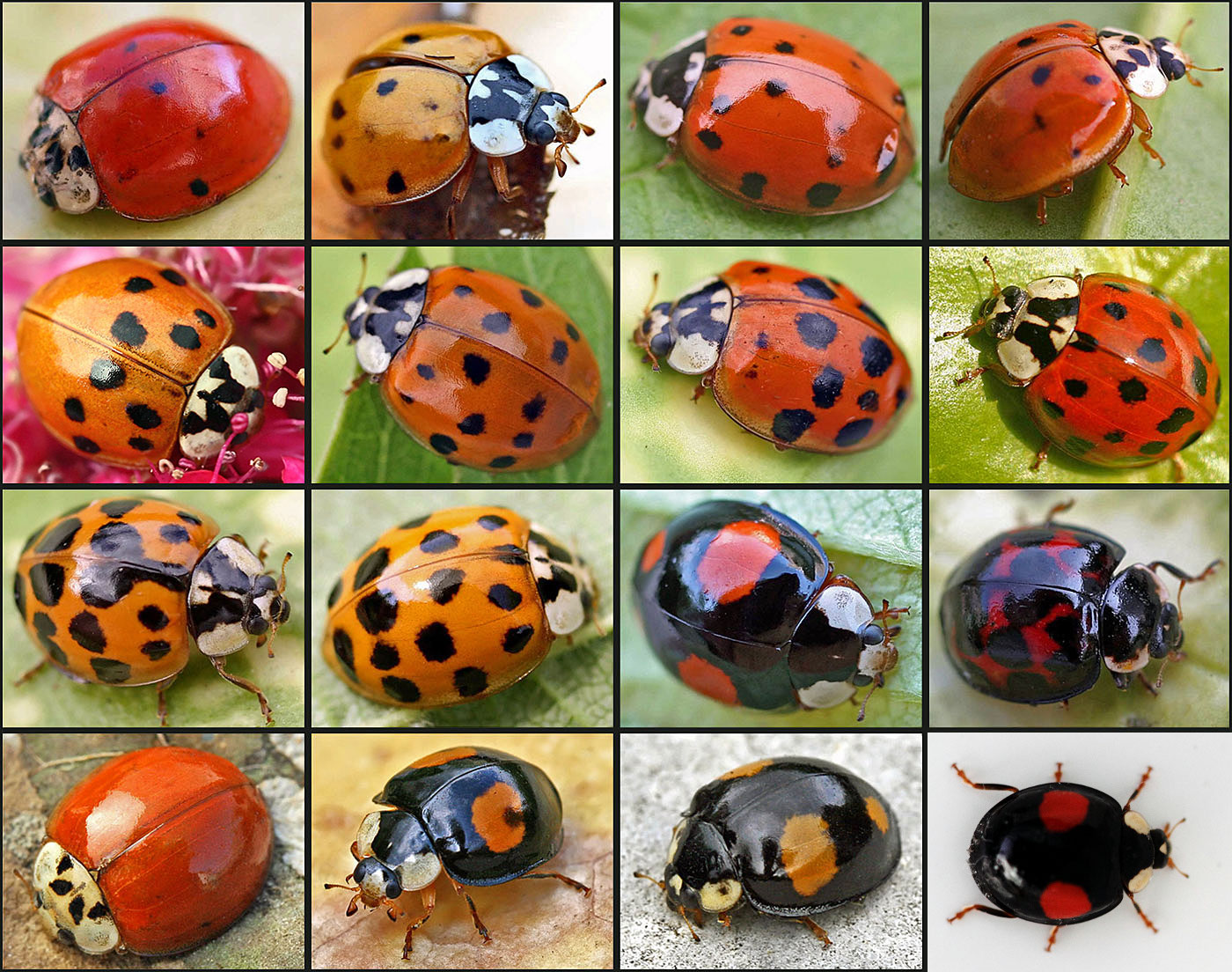
a harlekinkatica változatos

- Harlekinkatica (Harmonia axyridis)
- Ázsiai lombfacincér (Anoplophora glabripennis)
- Amerikai darázscincér (Neoclytus acuminatus)
- Német szú (Xylosandrus germanus)
- Amerikai rönkszú (Gnathotrichus materiarius)

Hártyásszárnyúak – Hymenoptera
- Kanyargós szillevéldarázs (Aproceros leucopoda)
- Keleti feketehangya (Lasius neglectus)

Lepkék – Lepidoptera
- Tölgy-pávaszem (Antheraea yamamai)
- Amerikai fehérmedvelepke (Hyphantria cunea)
- Hárslevél-sátorosmoly (Phyllonorycter issikii)

Kétszárnyúak – Diptera
- Ázsiai tigrisszúnyog (Aedes albopictus)
- Koreai szúnyog (Aedes koreicus)
- Ázsiai bozótszúnyog (Aedes japonicus)
- Pettyesszárnyú muslica (Drosophila suzukii)

Gerincesek
Halak – Pisces
- Lénai tok (szibériai tok) (Acipenser baerii)

- Ezüstkárász (Carassius gibelio)
- Aranyhal (Carassius auratus)

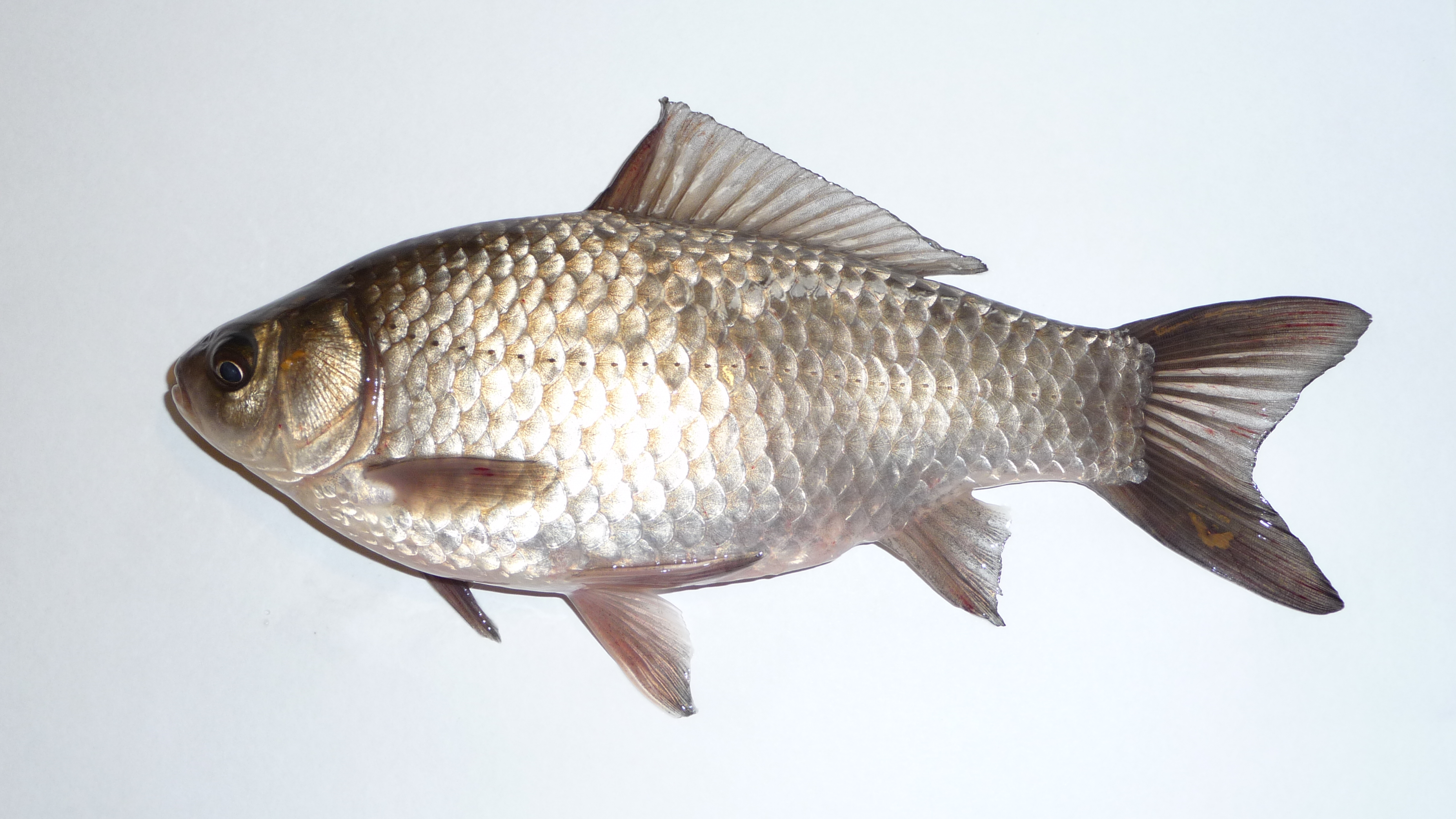
ezüstkárász

- Fehér busa (Hypophthalmichthys molitrix)
- Pettyes busa (Hypophthalmichthys nobilis)
- Amur (Ctenopharyngodon idella)
- Razbóra (kínai razbóra) (Pseudorasbora parva)
- Fekete törpeharcsa (Ameiurus melas)
- Szivárványos pisztráng (Oncorhynchus mykiss)
- Tarka géb (Proterorhinus semilunaris)
- Folyami géb (Neogobius fluviatilis)
- Feketeszájú géb (Neogobius melanostomus)
- Csupasztorkú géb (Babka gymnotrachelus)
- Kessler-géb (Ponticola kessleri)
- Kaukázusi törpegéb (Knipowitschia caucasica)
- Amurgéb (Perccottus glenii)
- Naphal (Lepomis gibbosus)
- Pisztrángsügér (Micropterus salmoides)
- Jaguársügér (Parachromis managuensis)
- Bíborsügér (Hemichromis guttatus)
- Tüskés pikó (Gasterosteus aculeatus)
- Szúnyogirtó fogasponty (Gambusia holbrooki)
- Yukatáni fogasponty (jukatáni fogasponty) (Poecilia sphenops)

Kétéltűek – Amphibia
- Afrikai karmosbéka (dél-afrikai karmosbéka) (Xenopus laevis)
- Törpekarmosbéka (törpe karmosbéka) (Hymenochirus curtipes)
- Kínai tűzhasúgőte (Cynops orientalis)
- Spanyol bordásgőte (spanyol bordás gőte) (Pleurodeles waltl)

Hüllők – Reptilia
- Közönséges ékszerteknős (Trachemys scripta)
- Kínai lágyhéjúteknős (Pelodiscus sinensis)
- Aligátorteknős (Chelydra serpentina)

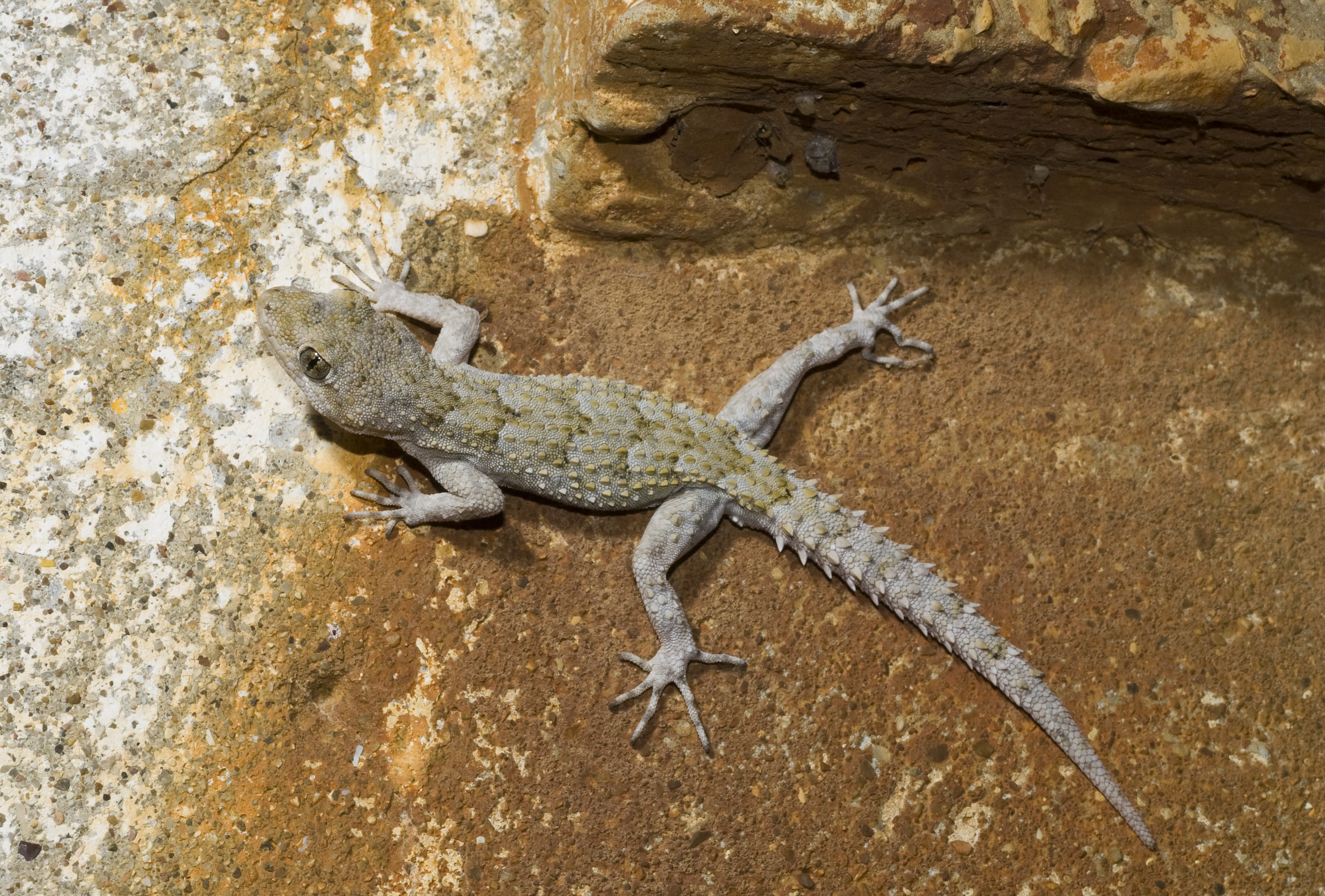
kotschy-gekkó

- Kotschy-gekkó (Kotschy gekkója) (Mediodactylus kotschyi)
- Ázsiai házigekkó (Hemidactylus frenatus)

Madarak – Aves
- Halcsontfarkú réce (Oxyura jamaicensis)
- Kanadai lúd (Branta canadensis)
- Indiai lúd (Anser indicus)
- Nílusi lúd (Alopochen aegyptiaca)
- Parlagi galamb (Columba livia)
- Szent íbisz (Threskiornis aethiopicus)
- Pásztorgém (Bubulcus ibis)

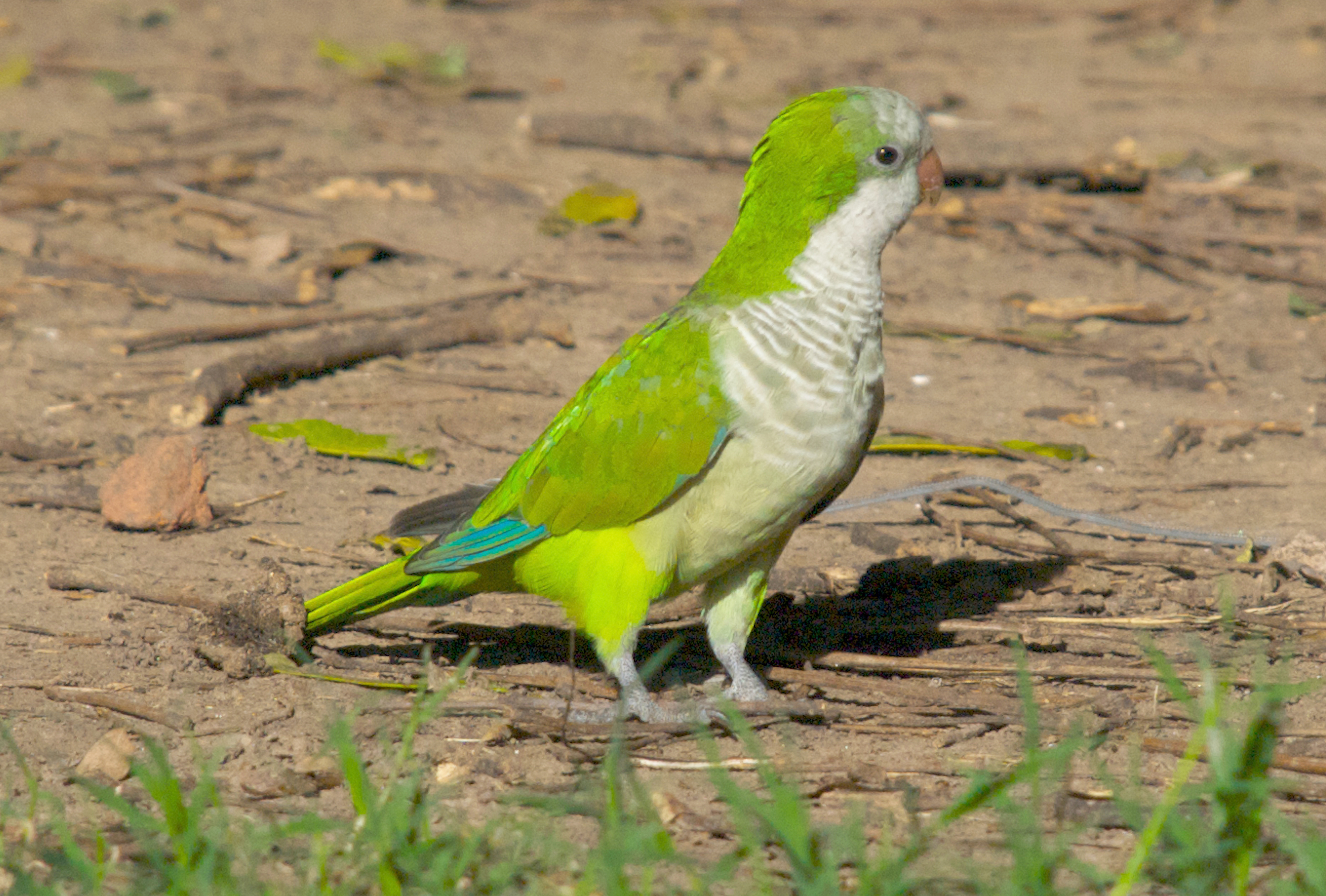
barátpapagáj

- Barátpapagáj (Myiopsitta monachus)
- Kis sándorpapagáj (Psittacula krameri)
- Pásztormejnó (Acridotheres tristis)

Emlősök – Mammalia
- Üregi nyúl (Oryctolagus cuniculus)
- Nutria (Myocastor coypus)

- Pézsmapocok (Ondatra zibethicus)
- Házi egér (Mus musculus)
- Vándorpatkány (Rattus norvegicus)
- Házi patkány (Rattus rattus)
- Házi macska (Felis catus)
- Aranysakál (Canis aureus)

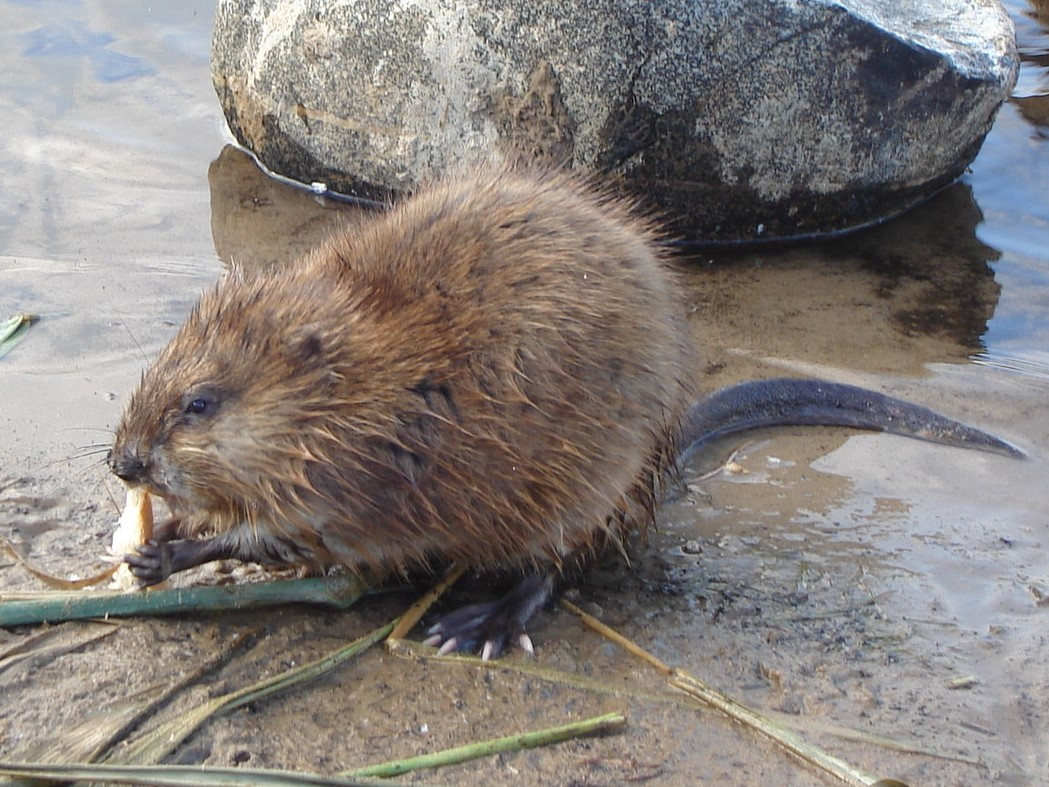
pézsmapocok

- Nyestkutya (Nyctereutes procyonoides)
- Amerikai nyérc (Mustela vison)
- Észak-amerikai mosómedve (Procyon lotor)
- Európai dámszarvas (Dama dama)
- Muflon (Ovis aries)